# Carole Serrat
Carole Serrat (キャロル・セラ, au Japon, où elle sortit des disques) a été chanteuse et speakerine (27e photo en partant du haut, de la page ci-dessous référencée), aujourd'hui sophrologue et animatrice sur Sud Radio ", chroniqueuse sur France Info, rédactrice dans le magazine Top Santé, et conçoit des programmes de relaxation en musique, avec son mari Laurent Stopnicki.

## Biographie
Speakerine sur TF1 de 1986 à 1992, Carole Serrat sort également quelques singles en France dans les années 1980, sous le pseudonyme de Martine Seror puis sous son propre nom, dont le single Suzy et moi produit par Michel Berger. Un producteur japonais découvre un de ses disques quelques années plus tard, et décide de la re-lancer au Japon au début des années 1990, avec un certain succès. Son premier album entre dans le top 50 de l'Oricon, porté par le morceau-titre Message en Rouge : une reprise en français de Rouge no Dengon (ルージュの伝言), un classique de Yumi Arai qui servira notamment de générique au populaire film d'animation Kiki la petite sorcière. Revenue en France (où elle se lance temporairement dans le doublage), après avoir sorti plusieurs albums au Japon et y avoir découvert la sophrologie, elle se reconvertit dans le domaine médical comme sophrologue en maternité. Elle fonde une agence spécialisée, l'Agence du Zen, et édite des programmes de bien-être et des CD de relaxation avec son mari, le compositeur et réalisateur Laurent Stopnicki. Ce dernier est le coauteur-compositeur des chansons françaises de Carole Serrat et possède sa propre discographie dans les années 1980 en tant que chanteur (sous le nom Stopnicki). 
Elle devient ensuite chroniqueuse "bien-être" sur Europe 1 et sophrologue à l'hôpital américain à Paris et en entreprises, en tant que spécialiste de la gestion du stress. Elle développe des programmes audio et vidéo autour du bien-être au quotidien. Elle a également créé avec Laurent Stopnicki les concerts et soirées Cool Out Experience au cours desquels le public, allongé sur des matelas, est invité à faire un voyage de détente et de méditation, en musique live. Ces expériences ont lieu à Paris au Divan du monde, au Cabaret sauvage, au Bataclan, ainsi qu'à Los Angeles et dans différents "resorts".
Elle devient ensuite rédactrice bien-être dans le magazine Top Santé ainsi que sur France Info dans l'émission Modes de vie chaque jeudi à 14h15.

## Discographie

### France
Singles (Carole Serrat)
- 1981 : Martine quitte un garçon
- 1982 : Plus bas les tam-tams / Nuit câline[8]
- 1998 : Une histoire sans paroles / Amours de garnison
- 1985 : Suzy et moi
- 1987 : Ose
- 1988 : Ose (2e édition)

Albums de Carole Serrat et Laurent Stopnicki
- 2000 : Éveil : relaxation créative  (Sony Music)
- 2004 : Cool out experience  (virgin EMI, puis Nature et découvertes )
- 2009 : Le coffret Bien-être Bébé (Wagram)
- 2010 : Cool out experience (sortie digitale)

### Japon
Albums
- 1991 : Message en Rouge
- 1991 : Anniversaire
- 1993 : Ose
- 2001 : Saison d'Amour
- 2002 : Bonjour, l'après-midi (～恋人たちの午後～?)
- 2004 : Golden Best / Carole Serrat - Message en Rouge + Anniversaire

Singles
- 1991 : Ces beaux jours
- 1991 : Anniversaire
- 1994 : Ose

## Publications
- La Medit-Action (avec Laurent Stopnicki, Éditions Robert Laffont, 2004)
- Rester Zen au quotidien (Éditions du Toucan, 2009)
- Zen au bureau (avec Laurent Stopnicki, Livre audio, Audible 2009)
- Une grossesse sans stress (Editions Vigot 2010)
- Une vie sans stress (avec Laurent Stopnicki, livre audio, Editions Audio Lib 2010)
- Mon cours de relaxation (Editions Marabout 2011)
- Ma sophro Malin(Editions Leduc 2015)
- Ma méthode de sophrologie pour les enfants(Editions Leduc 2016)

## Doublage
- 1993 : Clarisse Barthélémy : Très cher frère...